# Дьюс
Дьюс (фр. Diusse) — коммуна во Франции, находится в регионе Аквитания. Департамент — Атлантические Пиренеи. Входит в состав кантона Тер-де-Люи и Кото-дю-Вик-Бий. Округ коммуны — По.
Код INSEE коммуны — 64199.

## География
Коммуна расположена приблизительно в 620 км к югу от Парижа, в 150 км южнее Бордо, в 34 км к северо-востоку от По.
На юго-западе коммуны протекает река Леес, а на северо-востоке — река Ларсис.

### Климат
Климат тёплый океанический. Зима мягкая, средняя температура января — от +5°С до +13°С, температуры ниже −10 °C бывают редко. Снег выпадает около 15 дней в году с ноября по апрель. Максимальная температура летом порядка 20-30 °C, выше 35 °C бывает очень редко. Количество осадков высокое, порядка 1100 мм в год. Характерна безветренная погода, сильные ветры очень редки.

## Население
Население коммуны на 2010 год составляло 153 человека.
| 1962 | 1968 | 1975 | 1982 | 1990 | 1999 | 2010 |
| ---- | ---- | ---- | ---- | ---- | ---- | ---- |
| 162  | 145  | 200  | 187  | 166  | 179  | 153  |

## Администрация
| Период | Период | Фамилия           | Партия | Примечания |
| ------ | ------ | ----------------- | ------ | ---------- |
| 1989   | 1995   | Жан-Луи Малабирад |        |            |
| 1995   | 2008   | Мишель Биро       |        |            |
| 2008   | 2020   | Мишель Плант      |        |            |

## Экономика
В 2010 году среди 94 человек трудоспособного возраста (15-64 лет) 87 были экономически активными, 7 — неактивными (показатель активности — 92,6 %, в 1999 году было 75,6 %). Из 87 активных жителей работали 84 человека (51 мужчина и 33 женщины), безработных было 3 (2 мужчин и 1 женщина). Среди 7 неактивных 1 человек был учеником или студентом, 5 — пенсионерами, 1 был неактивным по другим причинам.

## Достопримечательности
- Церковь Св. Иоанна Крестителя (XII век). Исторический памятник с 1997 года[4]

## Фотогалерея
- Въезд в Дьюс
- Церковь Св. Иоанна Крестителя
- Винный склад
- Виноградники